# Ernesto Agard
Arturo Ernesto Agard (Panama, 6 luglio 1937) è un ex cestista panamense.

## Carriera
Con Panama ha disputato i Giochi panamericani di Winnipeg 1967, i Giochi olimpici di Città del Messico 1968 e i Campionati mondiali del 1970.